# Dieter Kitzmann
Dieter Kitzmann (* 11. Juli 1964 in Kaiserslautern) ist ein ehemaliger deutscher Fußballspieler.

## Karriere
Kitzmann spielte in der Jugend für die Vereine SG Mundenheim, VfL Neuhofen, SG Mußbach, Südwest Ludwigshafen, SpVgg Rödersheim und TuS Hohenecken. 1979 wechselte er in die Jugend des 1. FC Kaiserslautern.
Kitzmann begann seine Profikarriere beim 1. FC Kaiserslautern in der Bundesliga. Sein erstes Bundesligaspiel absolvierte er am 30. April 1982 im Alter von 17 Jahren gegen den Hamburger SV. Schon in seiner zweiten Saison wurde er 24 Mal in der Bundesliga und fünf Mal im UEFA-Pokal eingesetzt. Er bestritt auch einige Spiele für deutsche Jugend-Nationalmannschaften und nahm 1982 an der U-18-Europameisterschaft in Finnland teil, wo er in allen drei Vorrundenpartien gegen Österreich, Irland und die Sowjetunion eingesetzt wurde.
Auch in den folgenden Jahren spielte er regelmäßig, bis er im November 1985 zum Ligakonkurrenten Eintracht Frankfurt wechselte. In der Folge kämpfte er immer wieder mit Verletzungen, so dass er sich in Frankfurt nicht durchsetzen konnte. In der Winterpause der Saison 1987/88 wechselte er schließlich in die 2. Bundesliga zur SG Union Solingen. Am Ende der Saison feierten die Frankfurter nun schon ohne Kitzmann den Sieg im DFB-Pokal.
Kitzmann musste seine Karriere 1989 als Sportinvalide beenden. Er bestritt insgesamt 104 Bundesligaspiele und erzielte dabei acht Treffer. Heute betreibt er einen Tabakladen in Kaiserslautern.